# 陳懷澄
陳懷澄（1877年7月24日—1940年7月19日），字槐庭，又字心水，號沁園，彰化鹿港人，日治時期曾任鹿港街長，先後主持鹿港政事12年，任內對於維持漢學、籌建公會堂，創辦學校，開設道路等多有建樹。

## 家庭背景
家族以拓墾貿易起家，祖父陳克勸為鹿港巨賈，開創「慶昌行」經營廈郊貿易，陳懷澄父親為秀才但早逝，兄弟四人，陳懷澄為老么，由母親吳氏撫養長大。其子陳培煦後也從政，擔任第三任官派鹿港鎮長。

## 與櫟社之關係
陳懷澄是櫟社創始會員之一，曾受林痴仙邀約，擔任櫟社助理，1898年正式加入櫟社，在1913年櫟社秋會曾在陳懷澄的聚星樓舉辦。

## 著作
- 《沁園詩草》（1921）